# Far Cry 2
Far Cry 2 – strzelanka pierwszoosobowa z otwartym światem wyprodukowana przez studio Ubisoft Montréal. Premiera gry odbyła się w październiku 2008 roku. Gra została wydana na PC, PlayStation 3 oraz Xbox 360. Jest drugą częścią serii gier Far Cry.
Redakcja magazynu „PC Gamer UK” w 2015 roku przyznała grze 78. miejsce na liście najlepszych gier na PC.

## Fabuła
Fabuła Far Cry 2 przenosi gracza do bliżej nieokreślonego, afrykańskiego kraju, w którym toczy się fikcyjna wojna domowa. Rząd całkowicie utracił kontrolę nad państwem, a w toku walk wyłoniły się dwie frakcje polityczne, posiadające własne bojówki militarne: Zjednoczony Front Wyzwolenia i Pracy (UFLL) kierowany przez Addi Mbantuwe oraz Sojusz Wyzwolenia Ludowego (APR) pod wodzą Olivera Tambossy, byłego szefa sztabu armii sprzed upadku rządu centralnego. Prowadzenie wojny utrudniało obu stronom embargo nałożone przez ONZ i Unię Afrykańską, dzięki czemu walki zaczęły wygasać. Sytuacja jednak skomplikowała się, gdy w rejonie pojawił się Szakal (ang. Jackal), ścigany międzynarodowym listem gończym handlarz bronią, który zaczął uzbrajać obie walczące frakcje i przyczynił się do ponownej eskalacji konfliktu. Gracz wciela się w najemnika, który zostaje wysłany z zadaniem jego zlikwidowania.
Tuż po przybyciu na miejsce postać gracza pada ofiarą ataku malarii. Gdy budzi się w ciemnym pomieszczeniu, okazuje się, że jest przy nim Szakal, który wie o tym, że bohatera przysłano z zadaniem zabicia go. Z niezrozumiałego dla niego powodu nie zabija go, lecz ofiarowuje niewielką porcję leków na malarię. Po ozdrowieniu bohater podejmuje się szeregu misji bojowych, na które zlecenia przyjmuje od obu walczących ze sobą frakcji, starając się zdobyć środki konieczne do przeżycia w ogarniętym wojną kraju. Misje nie są ze sobą w żaden sposób powiązane fabularnie i polegają jedynie na zadaniu militarnego ciosu siłom przeciwnego ugrupowania. Bohater nawiązuje także współpracę z innymi najemnikami działającymi w kraju.
W połowie gry ma miejsce zwrot akcji, polegający na przejęciu przez jedną ze stron konfliktu całkowitej kontroli nad połową państwa. Po ponownym spotkaniu z Szakalem główny bohater trafia do drugiej części afrykańskiego kraju, gdzie powtarza się schemat z wykonywaniem niepowiązanych ze sobą zadań od obu frakcji. Po wypełnieniu ich wszystkich, rozpoczyna się ostatni, całkowicie liniowy etap fabuły, w którym główny bohater trafia na trop Szakala. Ścigając go, zabija liderów obu frakcji obradujących nad zawieszeniem broni w nieprzebytej dżungli, a także wszystkich pozostałych najemników, którzy zwrócili się przeciwko niemu. Po odnalezieniu Szakala główny bohater nie zabija go, lecz współpracuje z nim w ostatniej misji, polegającej na umożliwieniu ucieczki za granicę grupie uchodźców i zablokowaniu drogi ścigającym ich żołnierzom, co w praktyce oznacza pewną śmierć ich obu.

## Rozgrywka

### Wybór postaci
Nim rozpocznie się zasadnicza rozgrywka, gracz ma wybór, w jakiego bohatera się wcieli, spośród kilku postaci różniących się wyglądem, pochodzeniem, historią życia oraz umiejętnościami. Są to: Warren Clyde (Amerykanin, pracownik agencji ochrony), Quarbani Singh (Mauretańczyk, emerytowany oficer kenijskiej policji), Paul Ferenc (Węgier z izraelskim obywatelstwem, były kapral Sił Obronnych Izraela), Xianyong Bai (chiński przemytnik), Marty Alencar (Amerykanin pochodzenia brazylijskiego, były marine), Frank Bilders (Irlandczyk, były partyzant IRA), Josip Idromeno (Kosowski Albańczyk, były jugosłowiański spadochroniarz, a następnie bojownik UÇK), Hakim Echebbi (Algierczyk, był komandor porucznik marynarki wojennej, później agent nieruchomości) oraz Andre Hyppolite (Haitańczyk, członek różnych organizacji paramilitarnych).

### Wspólnicy
Postaci z menu, których gracz nie wybrał, spotyka później w świecie gry. Pierwszy spotkany najemnik zostaje wspólnikiem głównego bohatera. Oferuje on mu alternatywne sposoby wykonywania głównych misji, które wzbogacają rozgrywkę. Propozycję można każdorazowo przyjąć, bądź odrzucić, wykonując zadanie dokładnie w taki sposób, jak zażyczyło tego sobie kierownictwo frakcji. Najemnicy spotykają się w knajpie (jednej w każdej z dwóch części kraju, oznaczone są ikoną w kształcie kieliszka), gdzie można odbierać od nich zadania dodatkowe. Każdy ze spotkanych najemników posiada historię współpracy z głównym bohaterem. Im jest ona bogatsza, tym większa szansa, że w przypadku ciężkiego zranienia lub ataku malarii przyjdzie on głównemu bohaterowi na pomoc. Jeśli wspólnik zostanie zraniony w czasie wspólnej akcji, gracz ma możliwość uratowania go przy użyciu swoich opatrunków, dobicia lub pozostawienia bez pomocy.

### Choroba bohatera i system obrażeń
Malaria, ciężka choroba, na którą zapada bohater na samym początku fabuły, jest z nim do samego końca rozgrywki. Atak malarii może spotkać bohatera w każdym, dowolnym momencie gry. Musi on wtedy zażyć lek, który uśmierza objawy choroby. Jeśli bohaterowi skończą się tabletki, to w wyniku ataku straci przytomność i obudzi się w mieście, lecz jeżeli stanie się to w czasie walki, żołnierze wroga dobiją go. Zapasy leków można uzupełniać, wykonując prosty quest dla miejscowej parafii lub szpitala, polegający na dostarczeniu dokumentów grupie ludzi chcących opuścić bezpiecznie kraj, w zamian za co otrzymuje on tabletki od księdza albo lekarza.
W Far Cry 2 twórcy nie zaimplementowali tradycyjnych apteczek pierwszej pomocy. Otrzymane w boju obrażenia można leczyć za pomocą specjalnych strzykawek, ale tylko do pewnego poziomu. Cięższe rany wymagają samodzielnej interwencji chirurgicznej, za którą odpowiada kilka animacji, takich jak usunięcie kuli przy użyciu maczety lub wyrwanie wbitej w ciało gałęzi czy kawałka metalu, po czym ranę trzeba wypalić lub opatrzyć bandażem.

### Diamenty
Jest to jedyna waluta w świecie gry, w którym tradycyjny pieniądz zupełnie stracił wartość. Diamentami płacą bohaterowi liderzy frakcji za wykonane zadania. Można je zdobyć także znajdując walizki, w których ktoś je ukrył, rozrzucone po całej mapie. Bohater dysponuje wykrywaczem diamentów, który lokalizuje kamienie szlachetne w terenie. W zależności od miejsca ukrycia, diamenty mają różną wartość; im trudniej dostępne, tym droższe. Za diamenty można kupować w sklepach broń i amunicję, a także inne elementy wyposażenia, takie jak strzykawki z leczącą miksturą, kamizelki kuloodporne, ulepszenia czy stroje maskujące.

### Broń i pojazdy
W ręce gracza oddano arsenał kilkudziesięciu rodzajów współczesnej broni strzeleckiej produkcji amerykańskiej, europejskiej i radzieckiej, takie jak: strzelby Ithaca 37 i SPAS 12, pistolety maszynowe MAC 10, Uzi i MP5, karabinki szturmowe FN FAL, AR-15 i AK, karabin SWD, karabiny maszynowe SAW i PKM, granatnik RPG-7, czy miotacz ognia o nieokreślonej marce. Twórcy przewidzieli także kilka rodzajów broni historycznej: pistolet Colt M1911, pistolet Makarowa oraz karabin Springfield M1903 z celownikiem optycznym. Niektóre bronie mają ponadto specjalne wersje z tłumikiem dźwięku. Oprócz tego gracz może posługiwać się maczetą (która ze względu na afrykańską specyfikę zastępuje w Far Cry 2 typowy dla strzelanek pierwszoosobowych nóż bojowy), granatami, różnego rodzaju ładunkami wybuchowymi, koktajlami Mołotowa, a także obsługiwać moździerz.
W Far Cry 2 zaimplementowano system strzelania mający w założeniach zwiększać realizm rozgrywki. Gra nie posiada domyślnie ustawionego celownika na środku ekranu, co zachęca gracza do strzelania z przyłożenia, ponadto bronie mają realistyczny odrzut. Każda z nich może się zaciąć, tak jak w prawdziwym świecie, w takim wypadku gracz musi szybko usunąć zaciętą łuskę z mechanizmu broni, zanim będzie mógł ponownie prowadzić ogień. Ponadto broń ulega z czasem zużyciu i wymaga wymiany na nowszy egzemplarz lub naprawy. Zużyta broń zmienia się wizualnie, a także działa coraz bardziej zawodnie i częściej się zacina, w przypadku skrajnego zużycia po prostu rozpadnie się na części w czasie strzelania.
Gracz może poruszać się kilkoma rodzajami pojazdów, takimi jak samochody osobowe i terenowe, ciężarówki, czy buggy. Może także przemieszczać się pomiędzy lokacjami kursującymi po kilku trasach autobusami, ale już tylko jako pasażer. Podobnie do broni, pojazdy w grze ulegają zużyciu, a także odnoszą uszkodzenia na skutek ostrzału. W takim wypadku mogą zostać naprawione przez gracza za pomocą prostego zestawu narzędzi. Krańcowo uszkodzony samochód zaczyna się palić i po chwili eksploduje. Gracz może także pływać po rzekach za pomocą łodzi oraz latać na paralotni.

### Schronienia
W świecie gry znajdują się liczne schronienia, oznaczane na minimapie ikoną w kształcie namiotu. Można w nich przebywać przez nieograniczony czas. Zanim gracz będzie mógł skorzystać z namiotu, musi zlikwidować przebywających w okolicy żołnierzy. W kryjówce główny bohater może się przespać czy zapisać grę. Jeśli wykona wystarczająco dużo misji Wspólników, to w kryjówce dostępna będzie też amunicja, apteczki oraz pojazdy. Przy pomocy specjalnych walizek gracz może wymienić swoją obecną broń na inną, którą umieścił tam wcześniej.

### Ukończenie gry na 100%
Podobnie jak wiele innych gier z otwartym światem, Far Cry 2 oferuje graczom szereg aktywności dodatkowych, które nie są wymagane do prostego ukończenia gry, ale wliczają się do 100% wyniku. Poza ukończeniem wątku głównego oraz znalezieniem wszystkich walizek z diamentami, gracz musi także ukończyć zlecenia zabójstw, misje handlarzy bronią, misje ruchu oporu oraz zdobyć wszystkie przedmioty poukrywane w różnych miejscach na mapie. Są to: „złote Kałasznikowy”, czyli specjalne odmiany karabinka szturmowego AK w wersji bez drewnianej kolby, o zwiększonej celności oraz wytrzymałości, a także „taśmy Szakala”, pozostawione przez głównego antagonistę kasety magnetofonowe z nagranymi różnymi wspomnieniami i przemyśleniami.

## Tryb wieloosobowy
W grze wieloosobowej do wyboru jest sześć klas postaci: komandos, snajper, grenadier, partyzant, rebeliant i sabotażysta. Ich uzbrojenie może być ulepszane za pomocą diamentów lub podręczników zdobywanych dzięki długotrwałej eksploatacji danej broni. Podręczniki te dotyczą: większej celności broni, szybszej naprawy oraz zwiększonej ilości amunicji.

## Odbiór
Gra zebrała bardzo dobre opinie od recenzentów, choć zazwyczaj wymieniają oni ten sam zestaw wad. Christian Donlan z serwisu EuroGamer dobrze ocenia sposób opowiadania fabuły, jako pasujący do chaosu afrykańskiej wojny domowej: „Far Cry 2 nie będzie cię traktować protekcjonalnie, rozdając historię w kawałkach. Pozwala ci raczej na samodzielne wyszukanie szczegółów, w zależności od twojego własnego zapału. Zamiast podążać przewidywalnym szlakiem wskazówek, bierzesz zlecenia od przeciwstawnych frakcji i zaczynasz eksplorować świat gry we własnym tempie. Frakcje też nie wyjaśniają niczego jaśniej: zarówno dogmatyczna i pompatyczna UFLL, jak i pobłażliwa i dumna APR są głęboko uwikłane w przemoc i robią to równie nieskuteczne. Nie ma tu dobrych ani złych wyborów – gra jasno pokazuje, że wszystko, co zostało w tym kraju, to bezmyślna wojna – są tylko pieniądze, informacje i twój cel.
Recenzent zauważa przy tym jednak brak innowacji w samej rozgrywce i jej monotonność: „To, na co to wszystko właściwie się przekłada, nie jest przełomowe – misje gry są zgodne ze szkołą projektowania poziomów »Idź tutaj, zabij wszystkich i ewentualnie wysadź obiekt. (...) Jeszcze gorzej jest z drogowymi punktami kontrolnymi, w których pojawiają się irytująco szybko odradzający się przeciwnicy. Zadają ci obrażenia i zamieniają twój pojazd w dymiący wrak przy większości przejazdów, więc na początku gry prawdopodobnie wpadniesz w nawyk zatrzymywania się przed każdym skrzyżowaniem (a jest ich dużo w grze) i monotonnego oczyszczania posterunków”. Z kolei jednym z najbardziej chwalonych przez Donlana elementów w grze są postacie niezależne, w szczególności ich wykreowane osobowości i podejmowane działania, które zwiększają emocjonalny odbiór gry: „Twoi kumple (...) pojawią się, aby zaoferować porady dotyczące misji, lub odważnie ratują cię, gdy zostaniesz zraniony (...). Są to urocze szkice postaci narysowane lekkością dotyku, wypełniające swoje działania, żyjące i umierające w oparciu o dokonane wybory. Niektórzy są hojni, inni szorstcy, gburowaci, a nawet wstrętni, ale wszyscy mają autentyczne osobowości, co sprawia, że gdy po raz pierwszy dźgniesz ich strzykawką zdrowia, a oni i tak umrą, w sprzeczności ze standardowymi ciągami przyczynowo-skutkowymi w grach, ten obraz na długo pozostanie ci w pamięci”. Donlan krytykuje za to wymuszony realizm Far Cry 2, uważając, że gra jest „najbardziej sztuczna w tych samych momentach, w których wydaje się, że jest realistyczna”, a „pomysł, że każdy samochód można naprawić, kilkakrotnie dokręcając pojedynczą śrubę w chłodnicy, jest tak samo absurdalny jak apteczka uzdrawiająca postać, gdy się do niej zbliżysz”. Recenzent wytyka też grze nienaturalne algorytmy AI, która „od czasu do czasu stosuje dziwne taktyki, takie jak pozostawienie [przez przeciwnika] bezpiecznej pozycji przy broni zamontowanej na pojeździe, aby przejechać sześć metrów i próbować staranować cię fordem capri”.
Bardzo podobną recenzję wystawił grze Matt Miller z witryny Game Informer. „Far Cry 2 to jedna z najbardziej ambitnych gier od lat. Zdobywa złoty medal dla największej i najbardziej rozbudowanej strzelanki FPS w historii, z rozległym światem pełnym opcji, ulepszeń i dodatkowych misji”. Szczególnie chwali oprawę graficzną i otwarty świat: „Gdy słońce kryje się za horyzontem sawanny, a promienie światła przenikają przez gęstą trawę, trudno nie zatrzymać się i nie patrzeć na ten widok. Rozmiary tego pięknego świata łatwo przytłaczają. Prawdopodobnie spędzisz kilkanaście godzin grając (mniej więcej tyle, ile trwa cała rozgrywka większości innych gier z tego gatunku), zanim zdasz sobie sprawę z prawdziwego rozmiaru tego ogromnego świata. Każda misja główna oferuje co najmniej jeden znaczący wybór, który zmienia ścieżkę narracji, a liczne misje poboczne mogą zająć cię na wiele godzin”. Tak samo, jak Donlan, krytykuje jednak monotonię rozgrywki: „To, co początkowo wydaje się być złożoną grą konkurujących ze sobą sił frakcyjnych, okazuje się być niefortunną ucieczką w niekończących się strzelaninach z niekończącymi się, odradzającymi się strzelcami. (...) Misje często mają ciekawe cele, ale samo dotarcie na miejsce jej wykonywania może być głęboko frustrujące – losowe spotkania z wędrownymi wrogami mają miejsce prawie co minutę”. Generalny wydźwięk recenzji jest jednak pozytywny, a Miller podkreśla walory emocjonalne i filozoficzne gry: „Historia najemnika walczącego po obu stronach afrykańskiej wojny jest zarówno ważna, jak i silna emocjonalnie. Ubisoft bada tutaj kilka interesujących tematów – od analizy korzeni wojny po naturę ludzkiego barbarzyństwa”. Przytacza też historię ze swojej własnej rozgrywki niemal identyczną do tej, o której pisał recenzent z EuroGamer: „Najbardziej wzruszający moment w Far Cry 2 uderzył mnie podczas losowej misji, którą wykonywałem z jedną z kilku postaci niezależnych, z którymi współpracujesz przez całą grę. Po brutalnej walce zastałem go leżącego na ziemi, wykrwawiającego się. Żadna pomoc medyczna, jaką mogłem mu zapewnić, nie wystarczyła, by go uratować, więc jedynym wyborem, jaki miałem, było wydanie mu wystarczającej ilości własnego lekarstwa, aby przyspieszyć jego śmierć. Ubisoftowi udało się wydobyć potężne, emocjonalne akordy w Far Cry 2”.
Shaun McInnis z portalu GameSpot chwali przede wszystkim otwarty świat: „W toku fabuły pojawiają się różne imiona i twarze, ale prawdziwą gwiazdą nie jest nikt, kto wymachuje przemyconą bronią w poszukiwaniu krwawych diamentów; jest nią zniechęcające i inspirujące zarazem 50 kilometrów kwadratowych afrykańskiego krajobrazu, które tworzą otwarty świat gry”. W superlatywach opisuje również zróżnicowany krajobraz, pokaźny arsenał broni, mnogość sposobów wykonania misji oraz zadania poboczne. Krytykuje, tak samo, jak poprzednicy, słabą fabułę i monotonnie w przemieszczaniu się pomiędzy posterunkami wroga.
Dave Kosak z serwisu GameSpy pisze w recenzji, że „Far Cry 2 ma chwile wielkości. Pod względem artystycznym to prawdziwy triumf – cała branża powinna zwrócić uwagę na techniki użyte do stworzenia prawdziwego wrażenia z perspektywy pierwszej osoby. Ta gra naprawdę stawia gracza w sytuacji najemnika, który nie ma nic do stracenia ani granicy, której nie przekroczy. Dodatkowo, sekwencje walki we wszystkich misjach są taktycznie otwarte, a gra jest przyjemna”. Jednocześnie, tak jak pozostali recenzenci, zwraca uwagę na irytującą konieczność ciągłego przejeżdżania przez posterunki zapełnione nieustannie odradzającymi się przeciwnikami i gubienia ich pościgów. Chwali oprawę graficzną, w szczególności zróżnicowanie afrykańskich krajobrazów, fizykę i roślinność, którą można na różne sposoby podpalić. W przeciwieństwie do Donlana z EuroGamera, Kosak pozytywnie odnosi się do realistycznego systemu zużycia broni. Bardzo pozytywnie ocenia także tryb wieloosobowy. Jednak największą zaletą gry jest dla Kosaka wolność gracza w sposobie wykonywania każdego zadania: „Powiedzmy, że musisz dostać się do wioski, aby wysadzić nadajnik radiowy. Możesz zbliżyć się do niej z dowolnego kierunku. Masz możliwość zająć wysoko położoną pozycję na skałach i użyć karabinu snajperskiego (...). Możesz też poczekać do zmroku, wkradając się do wioski z wytłumionym MP5 i maczetą, aby wróg nie wiedział, co go trafiło. Szok i zdumienie też zawsze są opcją do wyboru: możesz wystrzelić rakiety z dachów budynków, rzucać granatami jak cukierkami na Halloween i dosłownie spalić całe to miejsce, zanim zaczniesz szaleć na ulicach z karabinem maszynowym. To tutaj Far Cry 2 świeci najjaśniej”.
Charles Onyett swoją recenzję dla portalu IGN zaczyna od pytania retorycznego: „W kampanii dla jednego gracza było jedno pytanie, na które nie mogłem odpowiedzieć: dlaczego ta gra nazywa się Far Cry? Kontynuacja, opracowana przez Ubisoft Montreal, nie zachowuje prawie nic z oryginału Cryteka z 2004 roku (...). Historia nie jest kontynuowana, postacie nie są takie same, nie ma żadnej wzmianki o Jacku Carverze, nie ma mutagenów, dzikich mocy i wyzwalaczy. Zamiast tego jest walka między dwoma frakcjami, zwanymi APR i UFLL, w nienazwanym afrykańskim kraju”. Podobnie do swoich poprzedników, Onyett chwali zróżnicowane zadnia, postaci niezależne i grafikę, w szczególności fizykę oraz dokładnie odwzorowaną przyrodę. Podoba mu się system zużycia broni i leczenia obrażeń, lecz podobnie do Donlana zauważa niedopracowane algorytmy AI. Jako jedyny z recenzentów Onyett zwrócił uwagę na brak progresji typów przeciwników pomimo postępu w odkrywaniu coraz lepszych rodzajów broni, a także poświęcił cały akapit opisaniu udźwiękowiania gry: „Dźwięki broni są mocne i wyraźne, od najsłabszego modelu pistoletu po metaliczny zgrzyt szybkostrzelnego karabinu maszynowego. Muzyka bitewna dobrze współgra z tym, co dzieje się na ekranie, ale to efekty otoczenia, takie jak szelest trawy muskanej wiatrem, czy dzikie rechotanie egzotycznych zwierząt wśród paproci wielkości człowieka, przewróconych drzew i gęstego baldachimu dżungli, naprawdę (...) pozwalają poczuć się w świecie gry [jak w Afryce].